# Wohnhaus Pfarrstraße 4 (Laage)
Das Wohnhaus Pfarrstraße 4 in Laage ist ein Pfarrhaus aus dem 19. Jahrhundert.
Das Gebäude steht unter Denkmalschutz.

## Geschichte

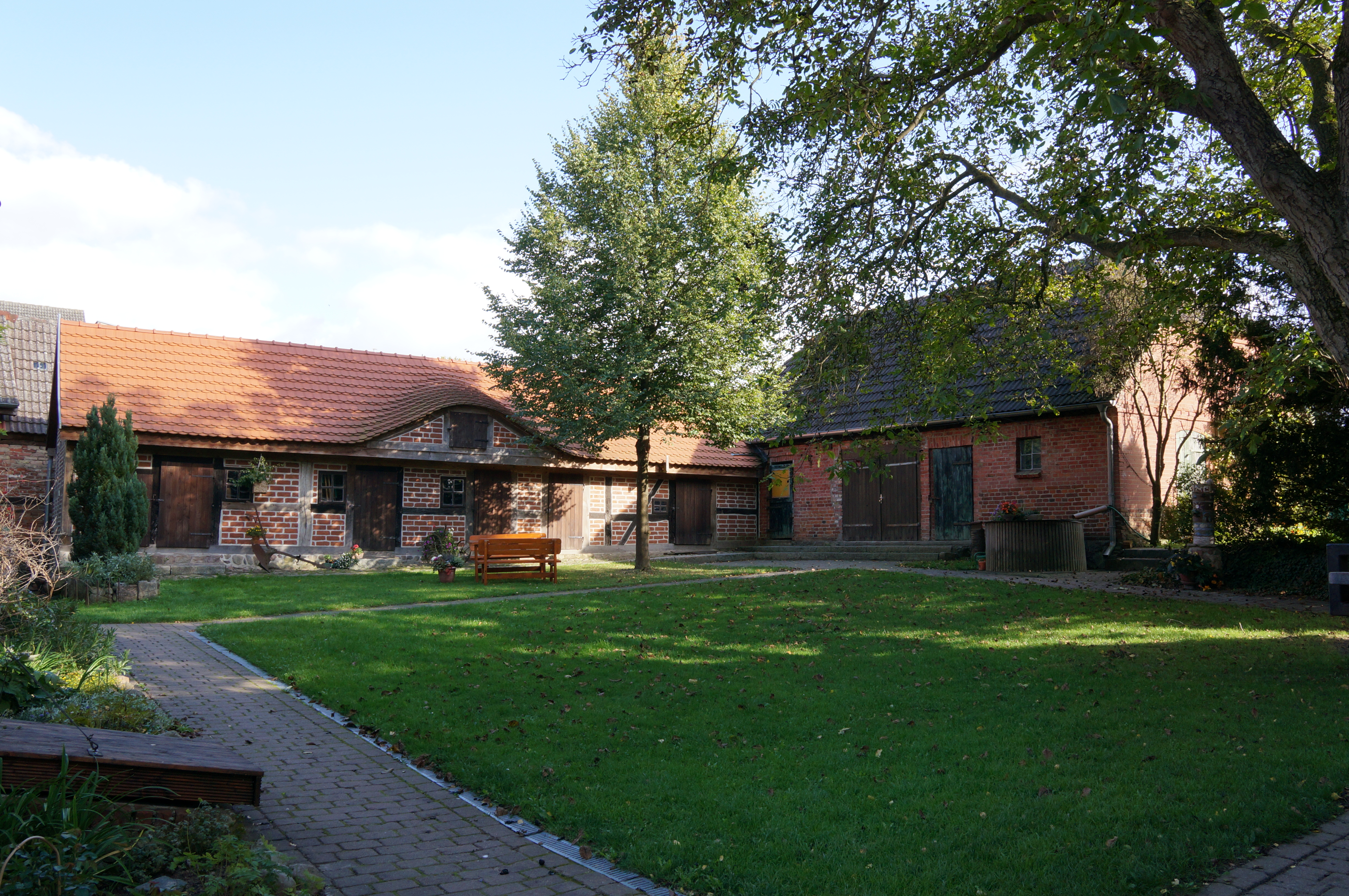
Stall im Hof

Das 1216 erstmals erwähnte Dorf Laage im Landkreis Rostock in Mecklenburg-Vorpommern hat 6469 Einwohner (2019).
Das eingeschossige Fachwerkhaus mit Ausfachungen aus Backsteinen, dem zweigeschossigen Zwerchgiebel und einem Krüppelwalmdach mit Fledermausgauben wurde im 19. Jahrhundert gebaut. Das stark geschädigte Haus wurde im Rahmen der Städtebauförderung in den 1990er Jahren in Etappen und auch mit ehrenamtlicher Hilfe saniert.
In dem Haus wohnte von 1875 bis 1900 der Pastor, Schriftsteller und Chronist Carl Beyer (1847–1923).